# Joaquín Sarria Lara

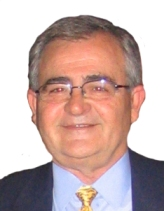
Quim Sarriá.

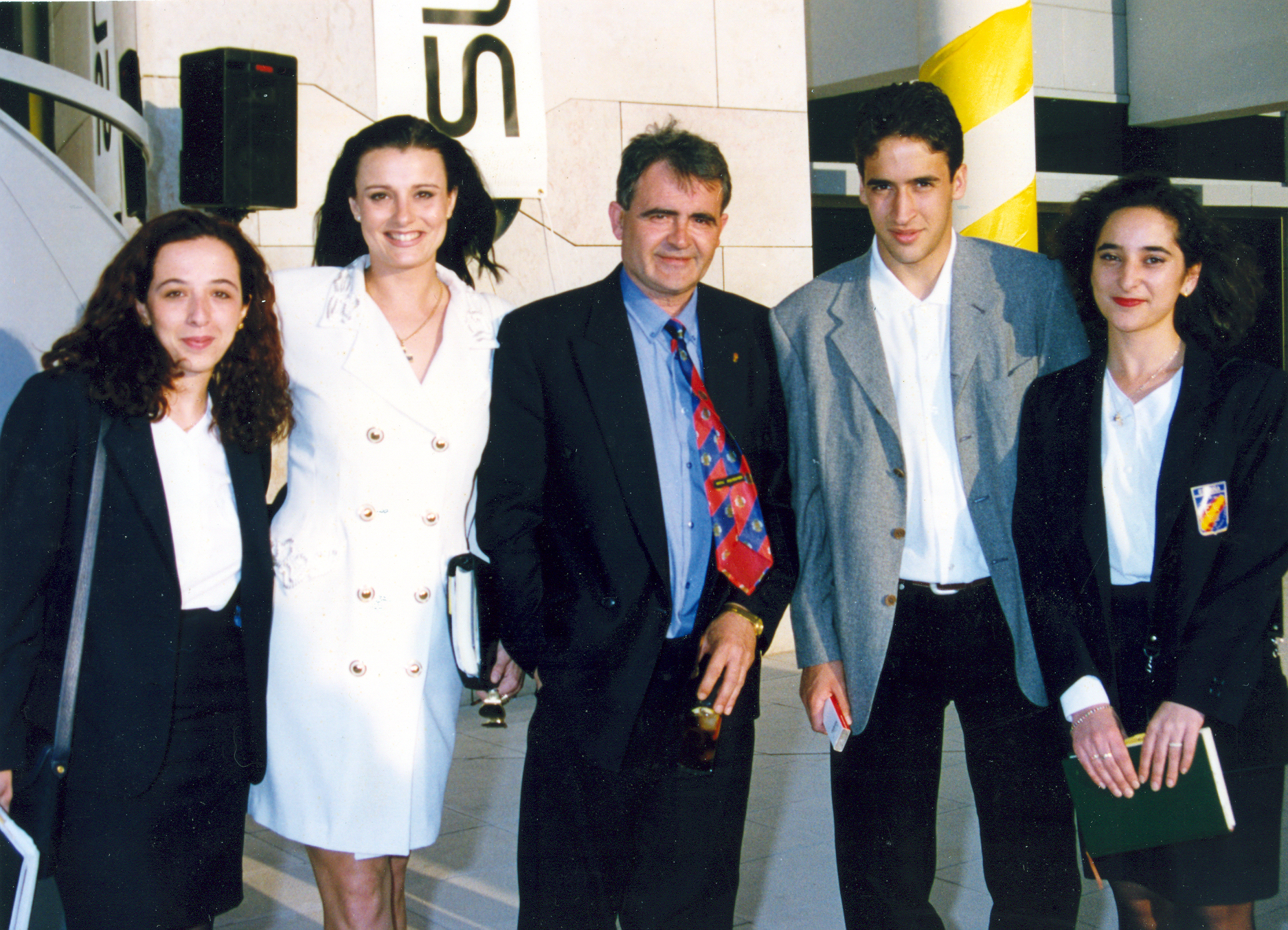
Con Coral Bistuer y Raúl González.

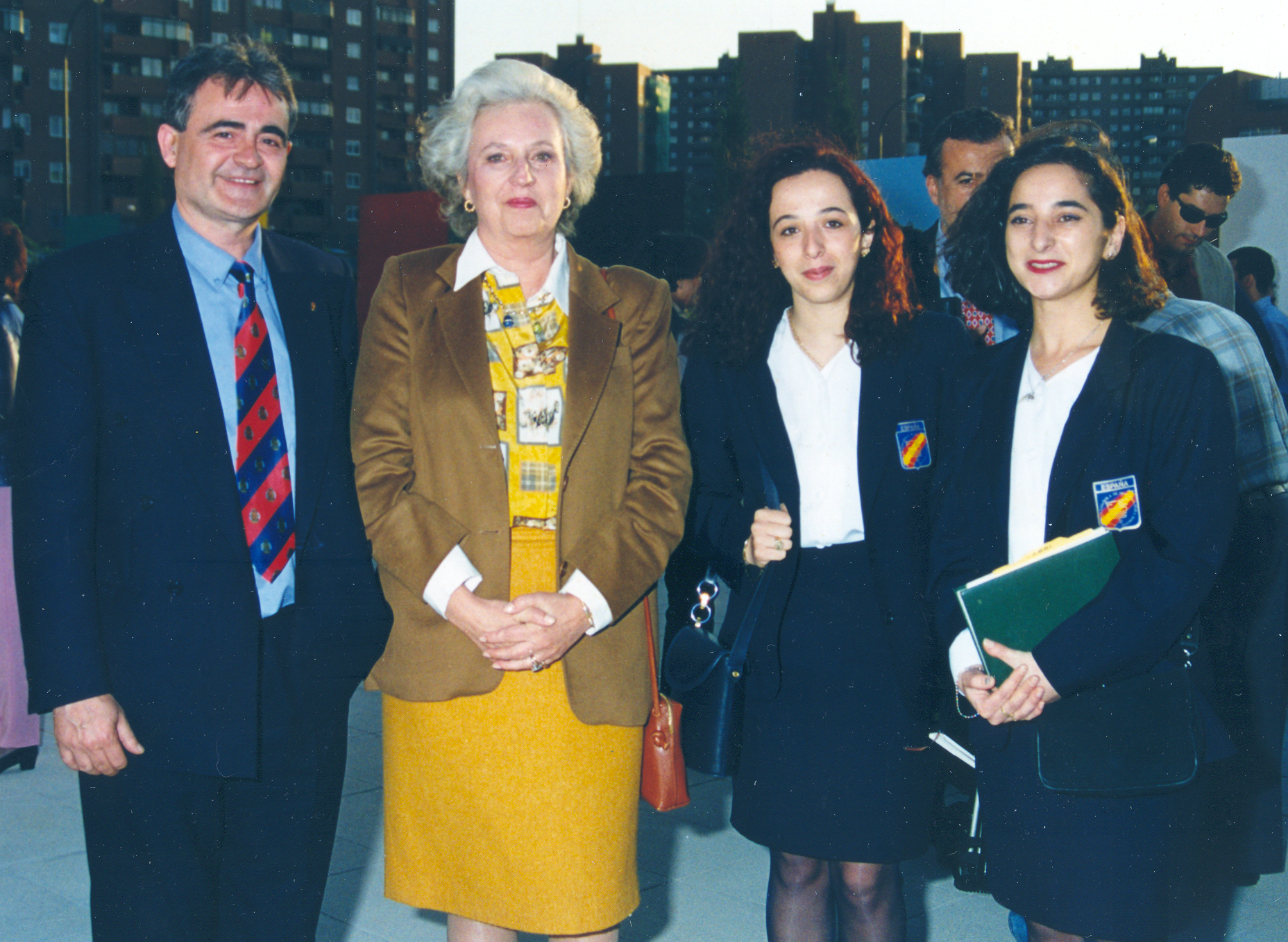
Con doña Pilar de Borbón.

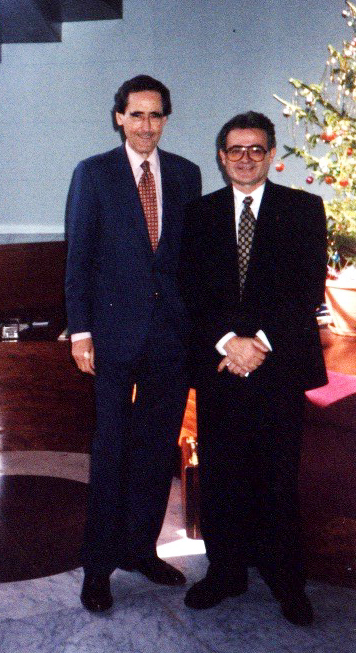
Con Carlos Ferrer Salat.

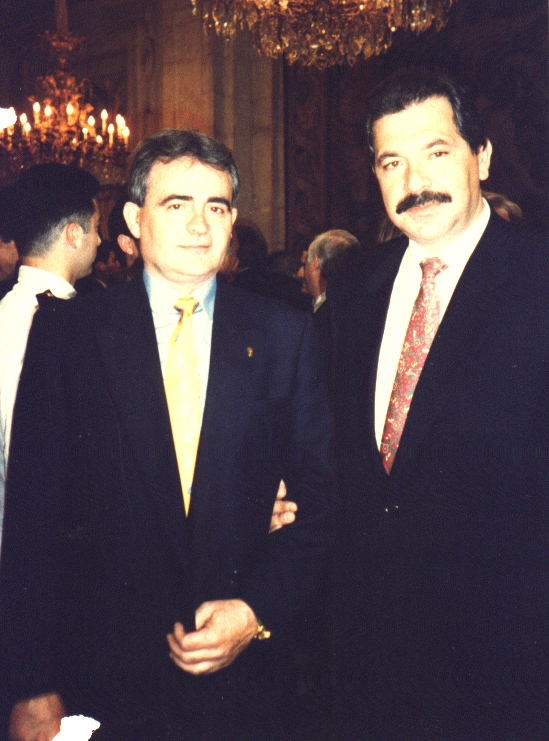
Con Rafael Cortés Elvira.

Joaquín Sarria Lara (Quim Sarrià) (Ceuta, 1947), es un intelectual español, articulista, diseñador gráfico, editor, fotógrafo, pintor y proyectista. Librepensador crítico y cronista de entidades culturales, es un activo líder del asociacionismo español.

## Biografía
Estudió en diversas instituciones privadas y en el Instituto de Enseñanza Media de Ceuta, así como en importantes centros de educación a distancia.
Fue futbolista (1963-1984), en la demarcación de guardameta, iniciándose en los juveniles del Club Deportivo Diamante de Ceuta, pasando al F. C. Salcor Santboiano, de San Baudilio de Llobregat en tercera división y tras una grave lesión pasó a diversos equipos de la primera y segunda catalana, de los que destacan el C.D. Riazor y el F.C. Pla d’en Boet (Mataró).
Fundador y presidente (1992-1997) de la Federación Española de Deportes para Sordos (FEDS), ayudó a fundar diversas entidades asociativas y deportivas, así como diversas federaciones deportivas en las comunidades autónomas de Andalucía, Galicia, Madrid y País Vasco.
Fue miembro del Comité Olímpico Español (COE), durante la época de Ferrer Salat, y del Comité Paralímpico Español (CPE)
Ha sido premiado con el Premio Nacional del Deporte (1994), trofeo entregado por S.M. Don Juan Carlos I, y concedido por el Consejo Superior de Deportes, conjuntamente con los presidentes de las restantes federaciones miembros del Comité Paralímpico Nacional.
Ha sido premiado con el Premio Nacional "Delfos" al Mejor Directivo Deportivo del Año, por la Asociación de Amigos del Deporte (Avilés, 1995).
Posee diversos premios y galardones relacionados con su labor.
Es 'Caballa de Oro' del Año 2012, otorgado por la Casa de Ceuta en Barcelona.
Colaborador en diversos periódicos y revistas, es fundador de varias revistas de carácter cultural y social relacionadas con el asociacionismo. Actualmente es editor de la revista “InfoSord”, relacionada con el mundo de la discapacidad sensorial.
Prácticamente se crio en la sede del periódico ceutí “El Faro de Ceuta”, en las salas de Redacción, montaje (linotipias)  e impresión (rotativa), ganándose el afecto de cuantos trabajaban allá.
Autor y coautor de diversos libros.
Cuenta con cientos de artículos publicados en prensa escrita y en línea; dirige y presenta ciclos de conferencias de temática cultural y social en diversos centros de divulgación. Colaborador de los diarios “El Faro de Ceuta”; “Qué!”; “Diario Sur” y actualmente de “El Pueblo de Ceuta”.
Posee una sólida formación técnica en arquitectura, dibujo y maquetismo. Ha trabajado en el Departamento de Diseño de Mármoles Folch y posteriormente en la empresa municipal Ferrocarril Metropolità de Barcelona, S.A.M. (TMB), en el departamento de Estudios y Proyectos. Además miembro del Gabinete de Arquitectura Arquibrown (Barcelona y Guinea Ecuatorial), ha trabajado en el diseño y la construcción diversas casas unifamiliares y pareadas y remodelado diversas masías en la provincia de Barcelona, junto al arquitecto Expédito Pedro Boleko Brown.